# 约翰斯顿环礁
约翰斯顿环礁（英語：Johnston Atoll），位於北太平洋中部，是波利尼西亚群岛的組成部分之一，属于美国无建制领土。东北距夏威夷檀香山1328公里，有重要战略地位。

## 地理

約翰斯頓環礁各島

约翰斯顿环礁主要由约翰斯顿岛（Johnston Island）、沙岛（Sand Island）和北岛、东岛两个人工小岛屿组成。面积共2.8平方公里，海岸线长约10公里。气候干燥，常年有东北信风。岛上地势平坦，陆地最高点为海平面以上5米，无淡水资源。

## 历史
- 1807年，英国海军舰长查尔斯·约翰斯顿发现该环礁的主岛（即约翰斯顿岛），后该岛以他的名字命名。
- 1858年，夏威夷王国和美国对该地区的主权发生争议。
- 1898年，美国吞并夏威夷王国，约翰斯顿环礁正式归属美国。
- 1934年，划归美国海军管辖，并在主岛上修建了海军基地。
- 1941年，约翰斯顿环礁宣布成为美国海军防务区，建立海军航空兵站。
- 1948年，划归美国空军管辖。

约翰斯顿环礁在1950年代至1960年代曾为为核武器试验区和飞机加油站。之后到2000年，为美国化学武器的储存及处理地。该岛曾由美国太平洋空军希卡姆空军基地（Hickam  AFB）和内政部魚類及野生動物管理局管理。岛上有不到800名美国军事人员和承包商生活。2010年，希卡姆空军基地與珍珠港合併，島上軍事設施已經廢棄。